# Tarsogno
Tarsogno è una frazione di 400 abitanti del comune di Tornolo della provincia di Parma, collocata a 850 metri s.l.m sulla strada che dal capoluogo comunale si dirige al Passo di Centrocroci. La distanza da Tornolo è di 6,5 km. 

## Geografia fisica
Collocato nella valle del torrente Lubiana il territorio di Tarsogno è ricco di acque grazie ai numerosi ruscelli di portata insolitamente regolare che si gettano in prossimità dell'abitato nel corso d'acqua principale, tale ricchezza, sfruttata anche a livello industriale, fa sì che Tarsogno venga chiamato "il paese delle fonti".

## Storia
Forse riconducibile al Pago Tarsuneo della Tabula alimentaria traianea, Tarsogno deve probabilmente il suo nome dalla posizione che occupava sulla diramazione della via Claudia che collegava in epoca romana Toscana e Liguria, Tertium signum cioè terzo segno stradale.
Tarsogno viene citata in epoca medioevale da un documento del 1202 dove si evidenzia come l'abitato fosse stato feudo dei Malaspina prima e dei Fieschi poi, Fieschi che poi cedettero i diritti feudali al comune di Piacenza.
Divenuto possedimento dei Landi pagò la ribellione ai conti di Compiano con la distruzione del castello e del borgo avvenuta nel 1451, dalla distruzione fu risparmiato l'Oratorio di Sant'Anna divenuto in seguito oratorio della Santissima Trinità del quale rimangono solo le rovine.
Nel 1560 venne elevato al rango di parrocchia dedicata al Patrono Santo Stefano, mentre nel 1682 venne ceduta insieme a Tornolo da Andrea III Doria Landi ai Farnese entrando a far parte del Ducato di Parma e Piacenza del quale condivise le sorti nei secoli successivi.

## Monumenti e luoghi d'interesse

### Santuario della Madonna del Carmine

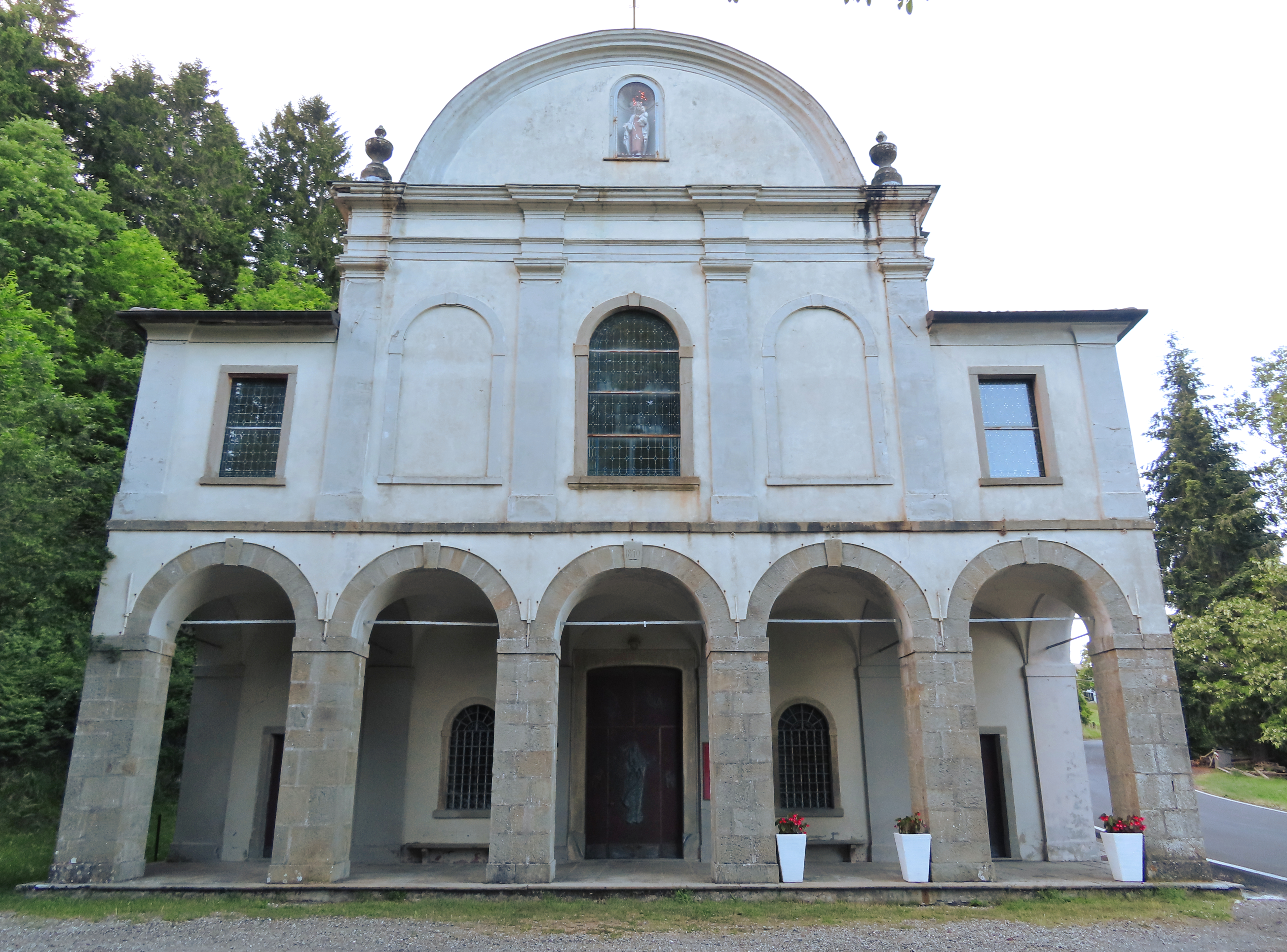
Santuario della Madonna del Carmine

Lungo la provinciale 24, in direzione di Tornolo, si trova il santuario della Madonna del Carmine, sorto sul luogo di una fonte ritenuta miracolosa, fu inaugurata nel 1833, ma terminata solo nel 1870 con la costruzione del portico, fu completamente restaurata nel 1933. La chiesa, con orientamento sud-nord si presenta a tre navate.

### Oratorio di San Rocco

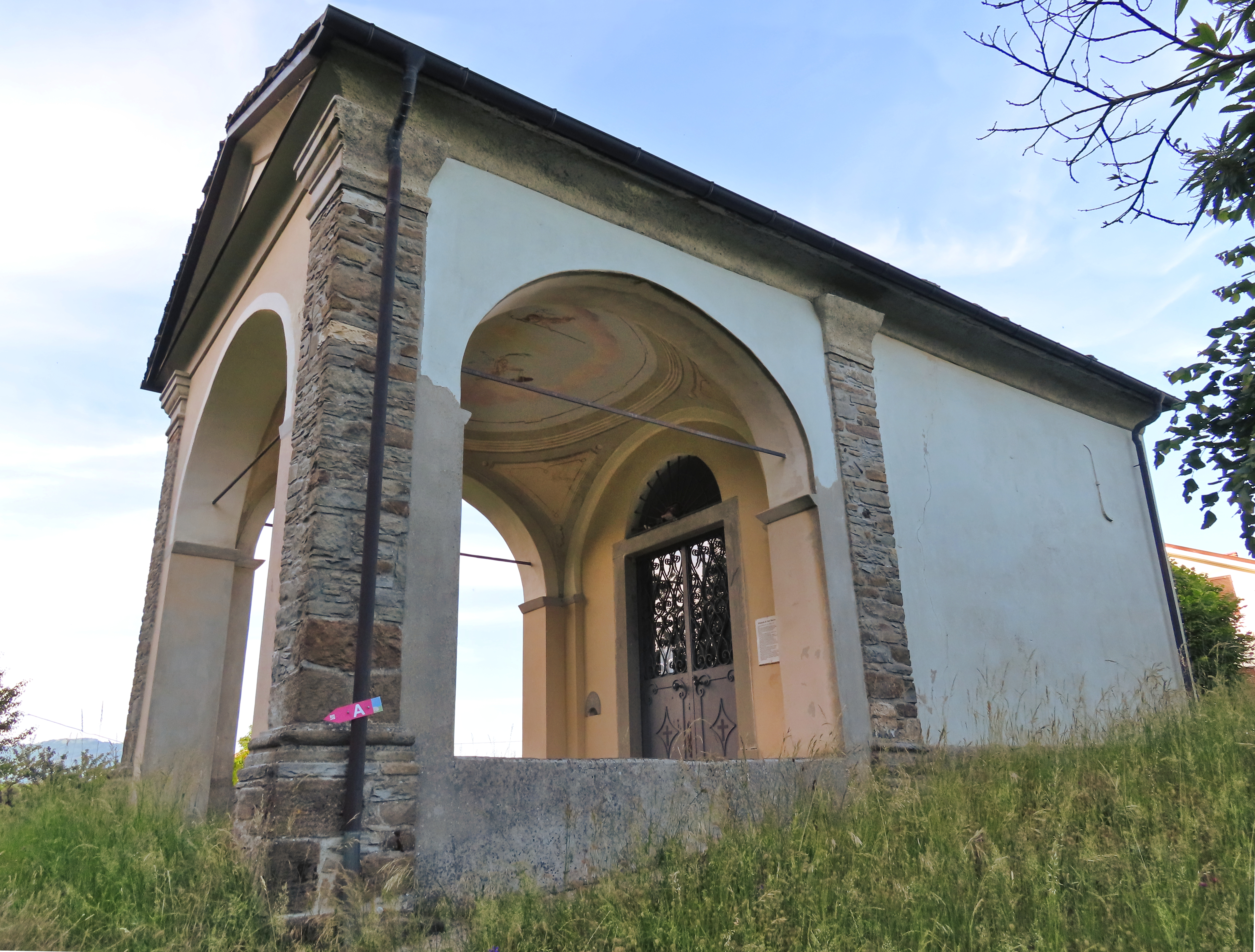
Oratorio di San Rocco

Sulla strada che conduce al Poggio del Carmine fu costruito nel 1634 l'oratorio di San Rocco, piccolo oratorio a navata unica, preceduto da un portico edificato in epoca successiva, nel 1867. L'erezione del luogo di culto si deve alla volontà di ringraziare San Rocco per la fine della peste del 1630 che decimò la popolazione locale.

### Chiesa di Santo Stefano Martire

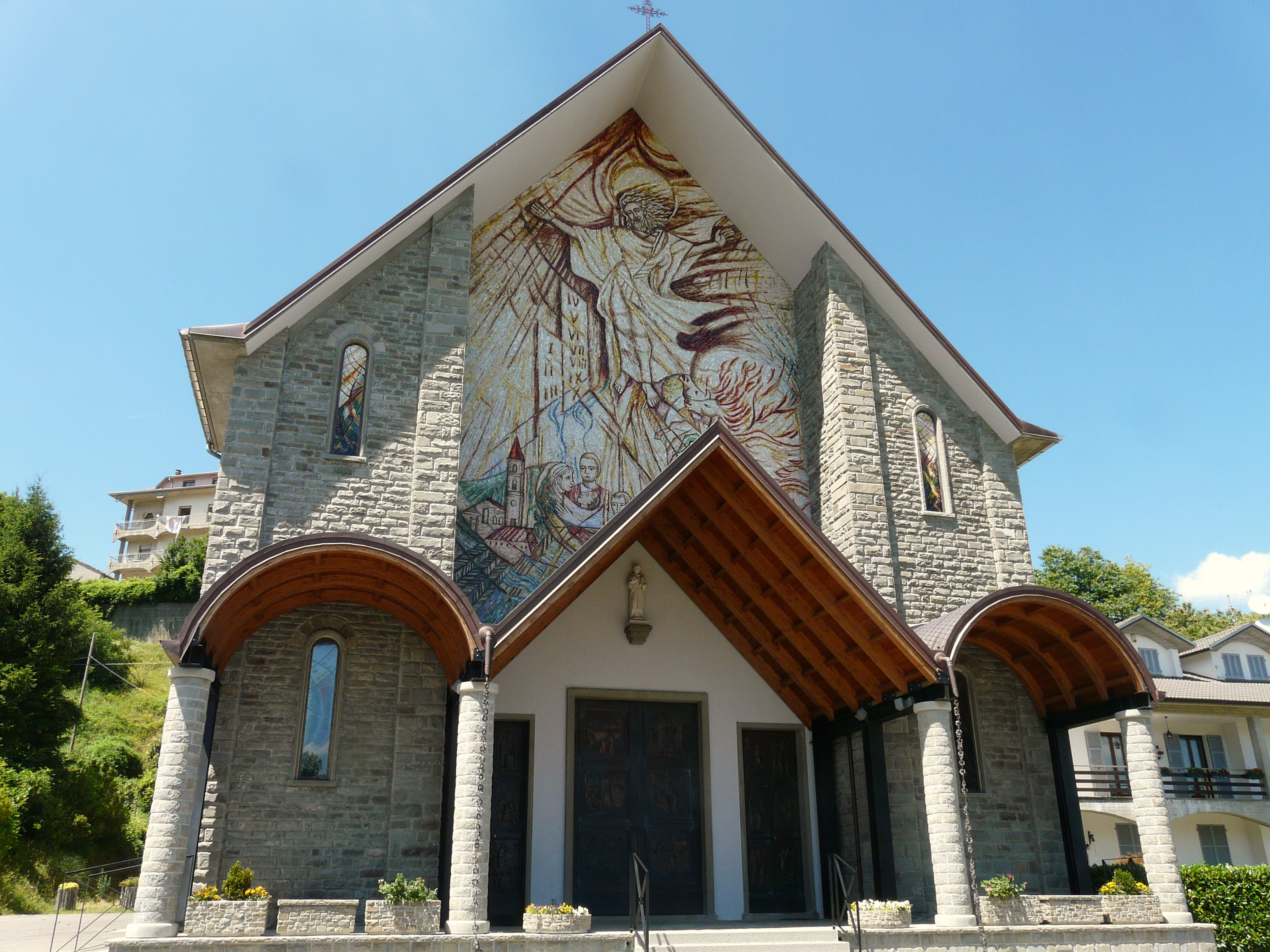
Chiesa di Santo Stefano Martire

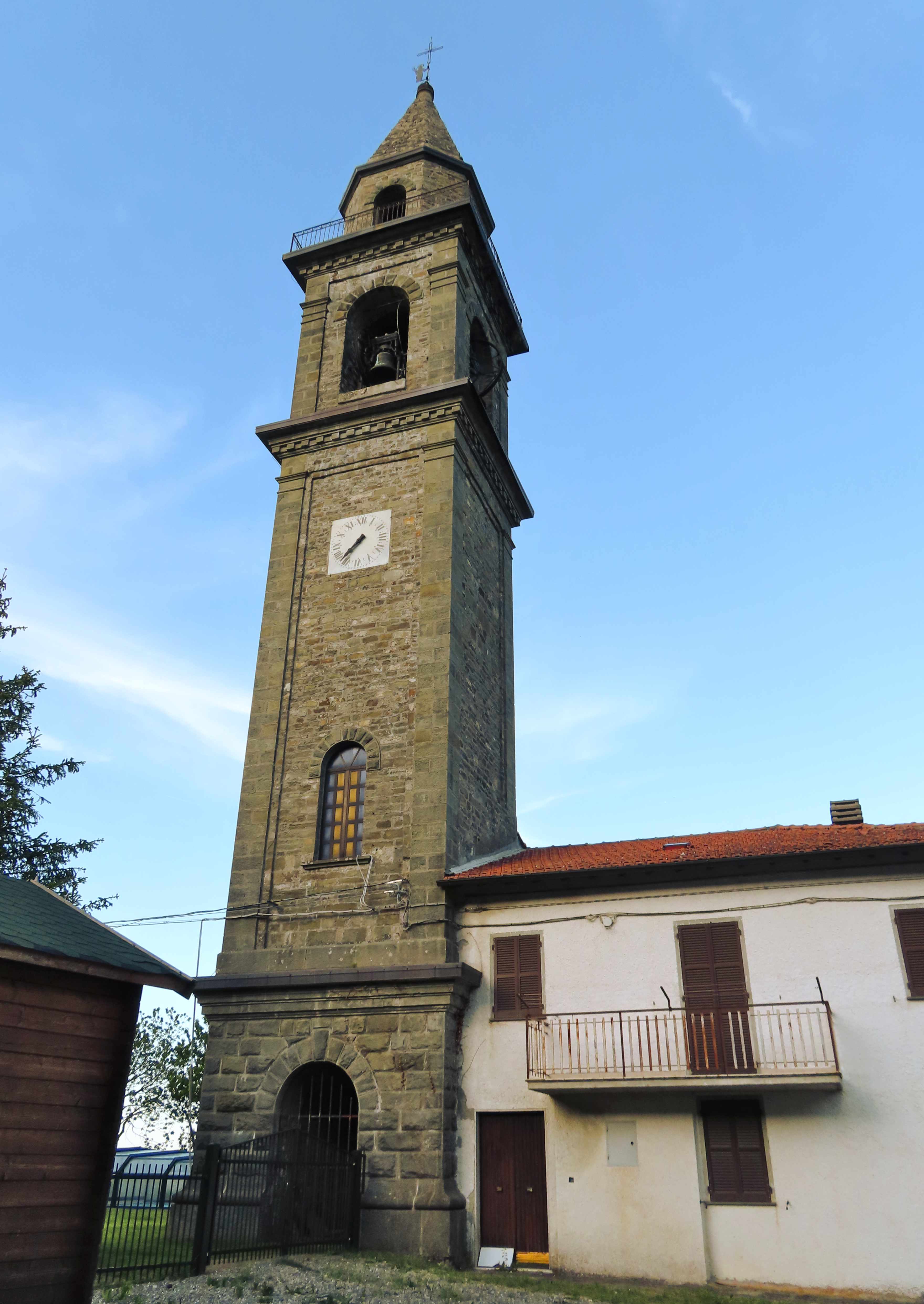
Campanile dell'antica chiesa di Santo Stefano Martire

Costruita in sostituzione della seicentesca chiesa omonima ubicata in località la Villa, più volte restaurata nei secoli successivi a causa delle cattive condizioni del terreno sulla quale era stata edificata, la chiesa parrocchiale dedicata a Santo Stefano Martire venne iniziata nel 1954 e inaugurata nel 1958 anche se per la sua consacrazione si dovette attendere il 1993. Sorge isolata con orientamento est-ovest, priva di sagrato ed è caratterizzata da una pianta a tre navate e cinque campate.

### Mulini del Lubiana
Lungo il corso del torrente Lubiana sorgono tre mulini settecenteschi che continuarono in attività sino agli anni cinquanta del XX secolo, uno di questi, quello che è collocato sulla strada che da Moglie porta alla località di Breila, grazie ad una doppia macina veniva utilizzato per la molitura del frumento, del mais e delle castagne. La struttura recentemente restaurata è visitabile.

## Geografia antropica
Il paese è suddiviso in una serie di nuclei abitati che differiscono per storia ed età. Gli insediamenti più antichi sono quelli che hanno originato Tarsogno di Sopra, composto da Senato, Castello e Re di Berni, tali insediamenti, posizionati su di un'altura erano addossati al castello distrutto nel 1451.
Nei dintorni si trovano altri nuclei di case: la Villa, Breila, Ravezza, Boresasco.
A Villa vi era una chiesa molto antica, risalente al 1079, in seguito demolita, dalla quale sono state prelevate per adornare la parrocchiale il fonte battesimale in pietra e due statue raffiguranti la Madonna del Rosario e San Luigi, mentre l'attuale campanile è datato 1927. Anticamente la Villa era il centro principale della valle del Lubiana.